# Ponta da Madeira
Le Terminal Marítimo de Ponta da Madeira, est la propriété de la société minière CVRD (Vale S.A.). Il est situé à côté du port de l'Itaqui, près de la ville de São Luís, dans l'état de Maranhão, au nord du Brésil. En 2020, le port de Ponta da Madeira a traité 190,1 millions de tonnes. C'est le premier port brésilien en termes de tonnage importé ou exporté.
Il a été choisi comme terminal par la société Carajas Estrada de Ferro, les trains déchargent le minerai de fer pour l'expédier à l'étranger, principalement vers l'Europe et l'Asie orientale. Le terminal, attenant à la baie de Sao Marcos (St. Mark) a une profondeur de 26 mètres à marée basse.
Le terminal et le port de l'Itaqui sont principalement utilisés pour le minerai de fer, mais aussi pour les cargaisons de vrac, en particulier les produits agricoles. Le port est capable d'accueillir des navires jusqu'à 500 m de long et de 500 000 tonnes[réf. souhaitée].